# 플리백
《플리백》(영어: Fleabag)은 영국의 코미디 드라마 텔레비전 시리즈이다. 피비 월러브리지가 2013 에든버러 페스티벌 프린지에 올려 프린지 퍼스트 어워드를 수상했던 동명 일인극이 원작이며, 월러브리지가 기획, 각본, 총괄 제작, 주인공을 맡았다.
2019년 제71회 프라임타임 에미상 코미디 시리즈 부문 작품상·여우주연상·연출상·각본상 수상작이다.

## 개요
30대 초반의 "플리백"은 런던에서 카페를 경영하는 젊은 여성으로 자유분방한 성향을 지녔다. 최근 동업자이자 절친인 부가 사망하는 비극을 겪은 플리백은 분노에 차 있고 혼란스러워 한다. 남자친구에게는 차이고, 가족들과의 관계는 엉망이고, 카페도 잘 되지 않는 와중에 어머니와 사별한 아버지는 대모와 재혼을 계획한다.
플리백은 종종 제4의 벽을 깨고 시청자 대상으로 설명, 내적 독백, 동시 해설을 하며, 메타픽션 장면도 삽입된다. 플리백을 비롯한 등장인물 상당수의 본명이 밝혀지지 않는다.

## 출연진
메인
- 피비 월러브리지 - "플리백" 역: 런던에 사는 젊은 여성.
- 샨 클리퍼드(Sian Clifford) - 클레어 역: 플리백의 언니.
- 앤드루 스콧 - 신부 역: 플리백이 사랑에 빠지는 상대. (시리즈 2)

리커링
- 벤 올드리지 - 아스홀 가이 역 (시리즈 1, 시리즈 2에는 게스트 출연)
- 휴 스키너(Hugh Skinner) - 해리 역: 플리백의 전 남자친구.
- 제니 레인스퍼드(Jenny Rainsford) - 부 역: 플리백의 절친한 친구.
- 빌 패터슨(Bill Paterson) - 플리백과 클레어의 아버지 역
- 올리비아 콜먼 - 플리백과 클레어의 대모 역: 플리백의 아버지와 애정 관계.
- 브렛 겔먼 - 마틴 역: 클레어의 남편. 미술상.

게스트
- 제이미 디미트리우 - 버스 로던트 역 (시리즈 1)
- 피오나 쇼 - 플리백의 상담사 역 (시리즈 2)
- 크리스틴 스콧 토머스 - 벌린다 역: 플리백이 시상식에서 만난 성공한 기업인 (시리즈 2)